# ويليام وايت (لاعب كرة قدم أمريكية)
ويليام وايت (بالإنجليزية: William White)‏ هو لاعب كرة قدم أمريكية أمريكي، ولد في 19 فبراير 1966 في ليما في الولايات المتحدة.

## وصلات خارجية
- ويليام وايت على موقع مرجع كرة القدم المحترفة.كوم (الإنجليزية)